# Crotalaria willdenowiana
Crotalaria willdenowiana är en ärtväxtart som beskrevs av Dc.. Crotalaria willdenowiana ingår i släktet sunnhampor, och familjen ärtväxter.

## Underarter
Arten delas in i följande underarter:
- C. w. glabrifoliolata
- C. w. willdenowiana